# Zenaide
Zenaide  è un nome proprio di persona italiano femminile.

## Varianti in altre lingue
- Francese: Zénaïde[2]
- Greco antico: Ζηναΐς (Zenais)[2], Ζηναΐδα (Zenaida)[2]
- Latino: Zenais, Zenaidis, Zenaides[1]
- Polacco: Zenaida
- Russo: Зинаида (Zinaida)[2]
  - Ipocoristici: Зина (Zina)[2]
- Ungherese: Zinaida

## Origine e diffusione
Deriva dal greco Ζηναΐς (Zenais), basato sul nome del dio Zeus (da cui anche Zeno e Zenobio), e il significato è interpretabile come "consacrata a Zeus". Potrebbe inoltre rappresentare un composto di Zeus e aìdomai, "temere", quindi "timorata di Zeus".

## Onomastico
L'onomastico si può festeggiare l'11 ottobre in memoria di santa Zenaide, medico di Tarso e martire a Demetriade assieme alla sorella Filonilla, oppure il 5 giugno in ricordo di santa Zenaide, martire a Cesarea marittima con le compagne Cira, Valeria e Marzia.

## Persone

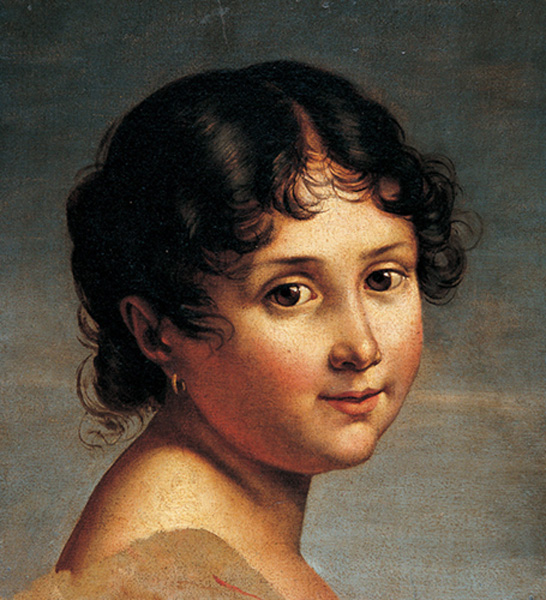
Zénaïde Bonaparte

### Variante Zénaïde
- Zénaïde Bonaparte, figlia di Giuseppe Bonaparte

### Variante Zinaida

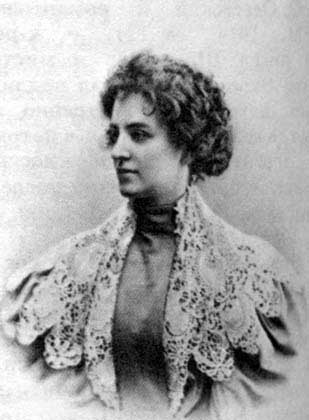
Zinaida Nikolaevna Gippius

- Zinaida Belosel'skaja, poetessa e scrittrice russa
- Zinaida Gippius, poetessa, scrittrice e saggista russa
- Zinaida Greceanîi, politica moldava
- Zinaida Jusupova, nobildonna russa
- Zinaida Lunina, ginnasta bielorussa
- Zinaida Sendriūtė, atleta lituana
- Zinaida Serebrjakova, pittrice russa naturalizzata francese
- Zinaida Stahurskaja, ciclista su strada bielorussa